# Montes Santa Cruz
Los Montes Santa Cruz también llamadas Montañas de Santa Cruz ó Sierra de Santa Cruz (en inglés: Santa Cruz Mountains) es parte de las cordilleras de la costa del Pacífico, son una cadena montañosa en el centro de California, Estados Unidos. Esta forma una cresta a lo largo de la península de San Francisco, al sur de la ciudad de San Francisco, que separa el Océano Pacífico desde la bahía de San Francisco y el Valle de Santa Clara , y continuando al sur, bordeando la bahía de Monterrey y terminando en el Valle de Salinas. La sierra pasa por San Mateo, Santa Clara y los condados de Santa Cruz, con el río Pájaro formando el límite sur .
La parte septentrional de las montañas de Santa Cruz es conocida como montaña Montara, al norte de Half Moon Bay Road (Ruta 92 del estado de California ) la porción media es conocida como la Sierra Morena , que incluye una cumbre llamada Sierra Morena, y se extiende al sur a una brecha en el embalse Lexington, mientras al sur de la brecha la cordillera es conocida como la Sierra Azul.

## Geología
Las montañas de Santa Cruz son en gran parte el resultado del levantamiento por compresión causado por una curva hacia la izquierda de la falla de San Andrés. Las rocas del Mioceno del basamento del Bloque Saliniano están cubiertas por los estratos rocosos de la Arenisca Lompico, la Arenisca de Vaqueros y la Formación Santa Margarita.

## Ecología

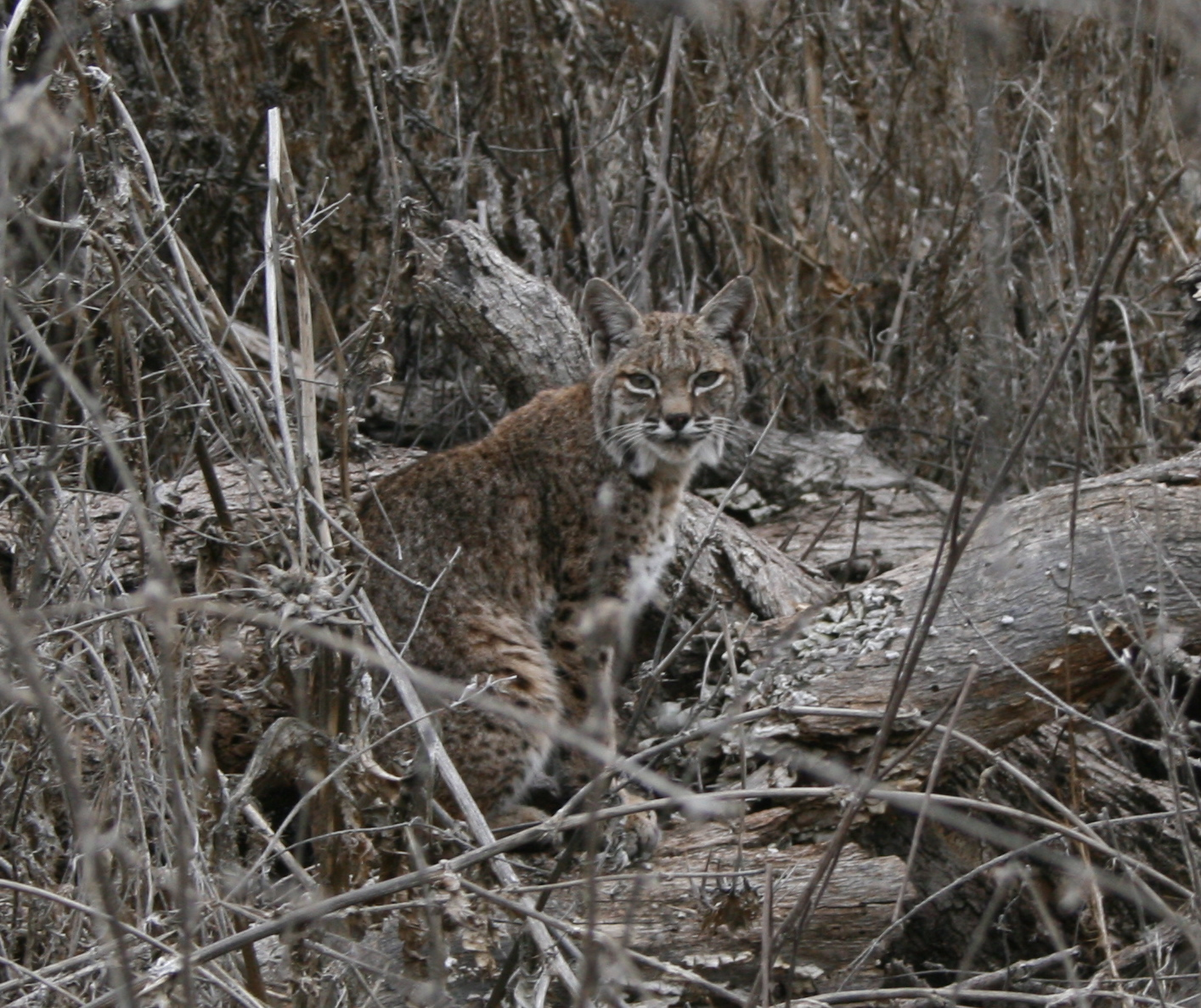
Almaden-Quicksilver Park".

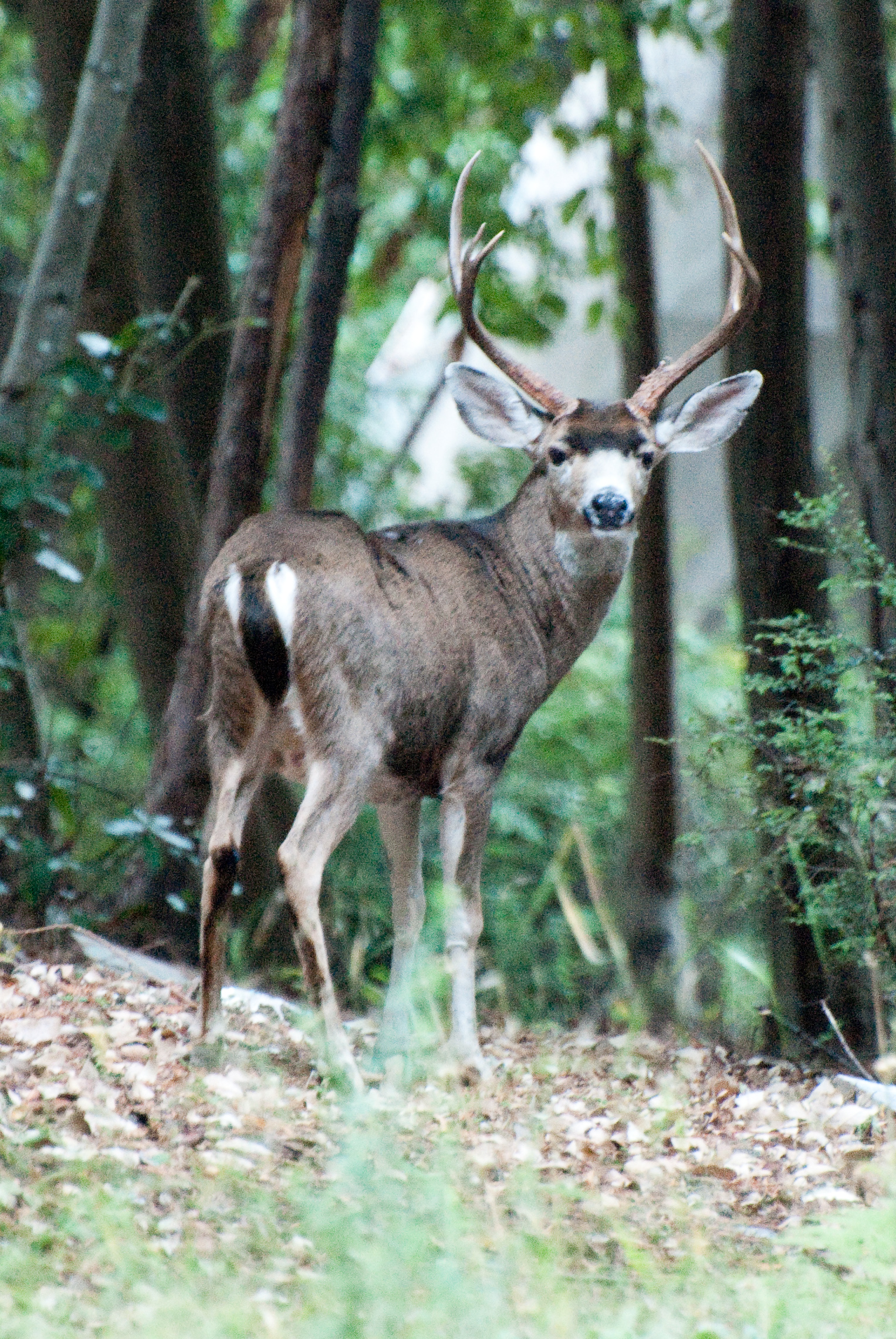
Un ciervo en Ben Lomond

Las montañas de Santa Cruz son una región de gran diversidad biológica, que abarca ecosistemas costeros frescos y húmedos, así como el chaparral cálido y seco. Gran parte del área en las montañas de Santa Cruz se considera como perteneciente a los bosques lluviosos templados del Pacífico (ecorregión WWF) en la zona del Neártico.
En los valles y las laderas húmedas que dan al océano, crecen algunas de las secuoyas costeras más meridionales, junto con el abeto de Douglas costero, Pseudotsuga menziesii. Encino de la costa, Madroño del Pacífico, Mirto de cera del Pacífico, arce de hoja grande, Laurel de California  y Roble negro de California también se encuentran en las montañas de Santa Cruz. Existen varios rodales pequeños y aislados de bosque primario, más notablemente en el "Henry Cowell Redwoods State Park" y en el "Portola Redwoods State Park" y un considerable bosque de secoyas en el "Big Basin Redwoods State Park". En elevaciones más altas y en laderas soleadas del sur, predomina una vegetación de chaparral más resistente a la sequía: manzanita, Roble de matorral de California, chamise y guisante de chaparral. Las flores silvestres de primavera también están muy extendidas en toda la gama existente en el área.
El área da la bienvenida a una gran cantidad de especies de aves. El venado de cola negra, una subespecie de venado bura son comunes, al igual que las ardilla gris occidental, chipmunk y mapaches. Los avistamientos periódicos de osos negros indican que frecuentan las montañas o deambulan hacia el norte desde Big Sur, donde se establecen los osos negros. zorros, coyotes, linces, pumasy, e introducidos por humanos zarigüeya de Virginia también habitan la región, pero rara vez se ven. Las serpientes de cascabel también son habitantes, principalmente en el chaparral alto y seco.